# Tianning
Tianning (天宁区; Pinyin: Tiānníng Qū) ist ein Stadtbezirk in der chinesischen Provinz Jiangsu. Er gehört zum Verwaltungsgebiet der bezirksfreien Stadt Changzhou im Süden der Provinz. Er hat eine Fläche von 65,15 Quadratkilometern und zählt 513.794 Einwohner (Stand: Zensus 2010).

## Administrative Gliederung
Auf Gemeindeebene setzt sich der Stadtbezirk aus sechs Straßenvierteln zusammen. 